# (13097) Lamoraal
(13097) Lamoraal est un astéroïde de la ceinture principale.

## Description
(13097) Lamoraal est un astéroïde de la ceinture principale. Il fut découvert le 23 janvier 1993 à La Silla par Eric Walter Elst. Il présente une orbite caractérisée par un demi-grand axe de 2,34 UA, une excentricité de 0,02 et une inclinaison de 2,6° par rapport à l'écliptique.

## Compléments